# Salix Caprea (film)
Salix Caprea este un film de scurt metraj scris și regizat de Valeriu Andriuță. Este al doilea film din trilogia autorului despre Republica Moldova. În 2017 Salix Caprea câștigă la prima sesiune a concursului de scenarii organizat de CNC Moldova filmările începând în luna august al aceluiași an.
Premiera filmului a avut loc la Festivalul Inernațional de Film de la Vukovar Croația.
Făcând parte din selecția oficială a festivalului de film La Cabina, International Medium Length Film Festival, Salix Caprea obține două premii importante, pentru cel mai bun scenariu și pentru cea mai bună regie, ambele distincții revenindu-i scenaristului și regizorului Valeriu Andriuta.

## Sinopsis
O localitate de provincie din Moldova, primarul satului împreună cu polițistul îl ,,interoghează’’ pe un presupus hoț, când un apel telefonic schimbă radical mersul lucrurilor. Pentru a doua zi se anunță o vizită a șefilor de partid și a unei delegații din America. Un singur lucru ar vrea să vadă înalții oaspeți: cum au crescut copacii de SALIX CAPREA pe care i-au plantat pe toloaca satului cu câțiva ani în urmă. Arhivat în 23 martie 2020, la Wayback Machine. 
Filmul folosește muzica piesei populare «În Moldova mea frumoasă», scrisă de compozitorul Arkady Luxemburg.
La Gala Cineaștilor 2020 organizată de Uniunii Cineaștilor din Moldova, Salix Caprea este nominalizat Arhivat în 22 martie 2020, la Wayback Machine. și câștigă două premii: 
- Cel mai bun Scurtmetraj
- Cea mai bună Imagine (Roman Canțîr DOP)